# Armadillidium obenbergi
Armadillidium obenbergi là một loài chân đều trong họ Armadillidiidae. Loài này được Frankenberger miêu tả khoa học năm 1941.